# Zemia Rodnô
Zemia Rodnô (Kaschubisch: Land meiner Väter) ist ein beliebtes patriotisches Lied, das von den Kaschuben als Hymne verwendet wird. Ihre feierliche Ausführung wurde erstmals im Jahr 2006 während des Konzerts „Gdze mòja chëcz“ vorgetragen.
Der Autor des Textes, Jan Trepczyk, war ein Befürworter der „Kaschubischen Idee“ und einer der Führer der nationalen kaschubischen Bewegung. Der Text wurde 1954 geschrieben.
„Zemia Rodnô“ wird von den Kaschuben als Nationalhymne verwendet, die den „Kaschubischen Marsch“ ablehnen.

## Text
| Kaschubisch                                | Polnisch                                    | Deutsch                                               |
| ------------------------------------------ | ------------------------------------------- | ----------------------------------------------------- |
| Zemia Rodnô, pëszny Kaszëbsczi Kraju,      | Ojczysta ziemio, wspaniały Kaszubski Kraju, | Heimat, großes kaschubisches Land,                    |
| Òd Gduńska tu, jaż do Roztoczi bróm!       | Od Gdańska tu aż do Roztoki bram!           | Von Danzig bis zu den Roztoki-Toren!                  |
| Të, jes snôżô, jak kwiat rozkwitłi w maju. | Tyś piękna jest jak kwiat rozkwitły w maju. | Du bist so schön, wie die Blume, die im Mai blüht.    |
| Ce, Tatczëznã, jô lubòtną tu móm.          | W tobie ojczyznę ukochaną mam.              | Ich habe eine geliebte Heimat in dir.                 |
| Sambòrów miecz i Swiãtopôłka biôtczi.      | Sambora miecz i Świętopełka walki.          | Sambor und Swantopolk kämpfen.                        |
| W spòsobie ce dlô nas ùchòwałë.            | W gotowości dla nas zachowały cię.          | Sie haben dich in Bereitschaft gehalten.              |
| Twòje jô w przódk bëlné pòcyskóm kwiôtczi. | Do przodu rzucę twoje piękne kwiatki.       | Ich werde deine schönen Blüten nach vorne werfen.     |
| Òdrodë cél Kaszëbóm znôw brënie.           | Odrodzenia dzieło Kaszubom jawi się.        | Die Wiederbelebung der Kaschubischen Arbeit erscheint |

## Nachweise
1. ↑  Anthems of Europe: Zemia Rodnô / Ziemio Ojczysta auf YouTube, 7. März 2018, abgerufen am 25. Februar 2024 (Laufzeit: 2:32 min).
2. ↑  Archivierte Kopie (Memento des Originals vom 14. September 2021 im Internet Archive)  Info: Der Archivlink wurde automatisch eingesetzt und noch nicht geprüft. Bitte prüfe Original- und Archivlink gemäß Anleitung und entferne dann diesen Hinweis.
3. ↑  http://www.tekstowo.pl/piosenka,patriotyczne__kaszuby_,zemia_rodn_.html